# Deltarune
Deltarune (zapisywane jako deltarune) – epizodyczna komputerowa gra fabularna wyprodukowana przez Toby’ego Foxa będąca spin-offem jego poprzedniej produkcji z 2015 – Undertale.
Pierwszy rozdział gry miał premierę 31 października 2018, a drugi 17 września 2021. Premiera trzeciego oraz czwartego rozdziału nastąpiła o północy z 4 na 5 czerwca 2025 roku czasu japońskiego, czyli o 17:00 CEST 4 czerwca.

## Rozgrywka
Deltarune jest komputerową grą fabularną posiadającą turowy system walki. Gracz steruje człowiekiem o imieniu Kris, któremu towarzyszą potwory – Susie i Ralsei, przemierzając przez Mroczny Świat (ang. Dark World). Podobnie jak w Undertale, walki z przeciwnikami można wygrać bez używania przemocy za pomocą działań (ang. ACT), a podczas ataku wroga gracz kieruje duszą w postaci serduszka unikając pocisków w formule bullet hell. Jednakże w przeciwieństwie do poprzedniej produkcji, gracz kontroluje kilkuosobową drużyną złożoną z Kris oraz towarzyszących mu potworów. Podczas walk można również zbierać punkty napięcia (TP) poprzez użycie przemocy, obronę postaci oraz gdy dusza Kris zbliży się do cudzych pocisków bez dotykania ich. Zebrane punkty napięcia można wykorzystać na dodatkowe opcje działań np. leczenie drużyny bądź uspokajanie zmęczonych przeciwników przez Ralseia.

## Fabuła
Deltarune składa się z siedmiu rozdziałów, z których na stan obecny opublikowano cztery. Akcja rozgrywa się w alternatywnym uniwersum do Undertale, pomimo występowania niektórych postaci z tamtej produkcji.

### Rozdział 1
Gra zaczyna się ekranem tworzenia postaci, określanej jako „naczynie”. Jednakże po jej utworzeniu, zostaje ona odrzucona z twierdzeniem, że „nikt nie może wybrać kim jest w tym świecie”. Później gracz przejmuje kontrolę nad nastoletnim człowiekiem o imieniu Kris. Po dotarciu do szkoły, zostaje przydzielone do pracy nad projektem zaliczeniowym ze szkolnym łobuzem – potworem o imieniu Susie, po czym nauczycielka – Alphys, każe im obydwu udać się po przybory szkolne. Jednakże, po dotarciu do szkolnej szafki, Kris i Susie przedostają się do Mrocznego Świata, gdzie spotykają księcia o imieniu Ralsei. Ten tłumaczy im, że są legendarnymi wybrańcami, którzy mają za zadanie zamknąć Mroczne Fontanny, które zaburzają równowagę między światem Światła i Ciemności tworząc nowe Mroczne Światy. Kris i Ralsei wspólnie wyruszają do sąsiedniego Mrocznego Świata rządzonego przez okrutnego króla w celu zamknięcia Fontanny, w czym próbuje im przeszkodzić syn króla – Lancer. Susie, która nie czuje się bohaterką, dołącza do Lancera, jednak po walce z Kris i Ralsei, oboje dołączają do drużyny bohaterów. Lancer w obawie przed walką z jego ojcem, więzi Kris, Susie i Ralseia w zamkowym lochu. Susie czując się zdradzona walczy z Lancerem, jednak ostatecznie się godzą i Susie obiecuje nie krzywdzić króla, po czym uwalnia Kris i Ralseia. Po pokonaniu króla przez trójkę bohaterów, Kris i Susie zamykają Mroczną Fontannę i budzą się w nieużywanej sali lekcyjnej wypełnionej obiektami reprezentującymi mieszkańców Mrocznego Świata (Darkners), co implikuje, że Mroczne Światy są tworzone z pomieszczeń w świecie Światła. Pod koniec, Kris wraca do domu, gdzie będąc sam w pokoju wyrywa swoją duszę, umieszcza ją w klatce i wyciąga nóż po czym rozdział się kończy.

### Rozdział 2
Następnego ranka w szkole Kris i Susie wyruszają z powrotem do Mrocznego Świata w szkolnej szafce. Tam Kris, na zlecenie Ralseia, przynosi wszystkie rzeczy z nieużywanej sali lekcyjnej do świata w szafce, po czym ponownie stają się Darknerami. Później Kris i Susie udają się do biblioteki w celu pracy nad szkolnym projektem, lecz w tamtejszej sali komputerowej odkrywają kolejny Mroczny Świat rządzony przez Królową, która planuje zawładnąć nad światem. Szkolny prymus – Berdly, zostaje jej rekrutem, a Noelle – przyjaciółka Kris z dzieciństwa zostaje przez nią porwana. Wkrótce do Kris i Susie dołącza Ralsei, jednak z czasem się rozdzielają a do Kris przyłącza się Noelle. Ostatecznie wszyscy główni bohaterowie docierają do Królowej, która wyjawia, że Mroczna Fontanna została stworzona przez „Wyjącego Rycerza” (ang. The Roaring Knight) i każe Noelle utworzyć kolejną, lecz ta odmawia. Bohaterowie stają do walki z królową i jej mechą. Po pokonaniu jej, Ralsei wyjawia, że utworzenie zbyt dużej ilości Fontann spowoduje apokaliptyczną katastrofę określaną jako „Wycie” (ang. The Roaring). Po usłyszeniu tego, Królowa przechodzi na dobrą stronę. Kris z Susie kolejny raz zamykają Mroczną Fontannę po czym budzą się w sali komputerowej z Noelle i Berdly’m, którzy wierzą, że wszystkie ich przeżycia w Mrocznym Świecie były snem. Po dotarciu Kris do domu, Susie zostaje zaproszona przez jego matkę – Toriel, na wspólne nocowanie. Kris będąc w łazience kolejny raz wyrywa swoją duszę i wydostaje się przez okno. Po powrocie, Kris i Susie decydują się na wspólne oglądanie telewizji, aż oboje zasypiają, podczas gdy Toriel dzwoni na policję zgłaszając, że jej koła w samochodzie zostały przecięte. Gdy ona również zasypia, Kris ponownie wyrywa swoją duszę i otwiera Mroczną Fontannę w salonie.

### Rozdział 3
Kris i Susie budzą się w kolejnym Mrocznym Świecie. Gdy dołącza do nich Ralsei i wyjawia Susie naturę Mrocznych Światów, bohaterowie spotykają Darknera utworzonego z telewizora w salonie Kris o imieniu Tenna. Ten zaprasza ich do wzięcia udziału w jego teleturnieju, na co się godzą. Z czasem jednak uciekają i odkrywają, że Toriel, która dalej śpi, jest przetrzymywana przez Tennę. Wkrótce Tenna wyjawia bohaterom, że czuł samotność i odrzucenie, jako że nikt już nie chciał go oglądać będąc telewizorem. Po pokonaniu Tenny, Susie i Ralsei obiecują mu, że znajdą kogoś, dzięki komu Tenna znów będzie czuł się ważny. Nagle Tenna zostaje zaatakowany przez Wyjącego Rycerza, z którym bohaterowie stają do walki. Później Rycerz porywa Undyne – policjantkę ze Świata Światła, która również okazała się przedostać do Mrocznego Świata. Kris i Susie, po powrocie do Świata Światła, gonią Rycerza aż do bunkra, jednak drzwi się zamykają, zanim oboje do niego docierają. Okazuje się, że bunkier posiada zamek szyfrowy. Pod koniec Susie wraca do domu Kris, a drzwi bunkra otwierają się przed Kris.

### Rozdział 4
Po wyraźnym zamknięciu Fontanny, Kris budzi się w swoim salonie. Po śniadaniu, Toriel zabiera Kris i Susie do kościoła. Tam Kris przepytywuje obecnych mieszkańców na temat bunkra i wspólnie z Susie ustalają, że najwięcej informacji uzyskają od matki Noelle i burmistrza miasta – Carol Holiday. Po dotarciu do domu Noelle, Susie odwraca jej uwagę podczas gdy Kris przeszukuje dom w poszukiwaniu wskazówek. W pokoju zaginionej siostry Noelle – Dess, Kris znajduje gitarę z kodem do bunkra, jednak zanim zostaje przeczytany, Kris wyrywa swoją duszę, która później przemierza rury wentylacyjne. W kuchni Kris rozmawia z nieznajomą osobą przez telefon, która radzi mu, aby powstrzymało Susie przed zdobyciem gitary, co jednak się nie udaje i Kris ponownie przyjmuje swoją duszę. Nagle do domu przychodzi Carol i wypędza z niego Susie zabierając gitarę. Po ponownym dotarciu do kościoła w celu spotkania się z Toriel, Kris i Susie odkrywają, że w nim otwarto kolejny Mroczny Świat. Po wejściu do niego, szybko dołącza do nich Ralsei. W Mrocznym Świecie ujawniają się fragmenty przepowiedni, wcześniej streszczonej przez Ralseia. Na swojej drodze napotykają żółwiego staruszka, który zostaje mentorem Susie. Z czasem staruszek okazuje się być stworzonym ze szczątków Gersona Booma - ojca pastora kościoła. Ralsei wyjawia, że niektóre części przepowiedni ukrywał przed Kris i Susie, gdyż nie chce ich obydwu zamartwiać. Trójka bohaterów spotyka Wyjącego Rycerza, który otwiera kolejną Mroczną Fontannę, z której tworzy się Tytan. Po pokonaniu go wspólnie z Gersonem, Susie czyta końcowe fragmenty przepowiedni, wbrew próbom powstrzymania jej przez Ralseia. Końcówka proroctwa zostaje zniszczona przez Susie, zanim gracz może ją przeczytać, odrzucając ją z twierdzeniem, że opisane w niej wydarzenia się nie spełnią. Po zamknięciu Mrocznej Fontanny, Kris i Susie wracają do domu Kris, gdzie widzą Toriel tańczącą z jej sąsiadem - Sansem, na co Susie wychodzi z domu. Kris będąc samemu w swoim pokoju otrzymuje kolejny telefon od tej samej nieznajomej osoby na temat obietnicy danej jej przez Kris.

## Odbiór
Gra spotkała się z pozytywnym odbiorem graczy i krytyków. Po premierze trzeciego i czwartego rozdziału, na agregatorze OpenCritic gra uzyskała 100% rekomendacji krytyków oraz stała się jedną z najczęściej kupowanych gier na platformie Steam.